# Crepúsculo: La saga
Crepúsculo: la saga es una serie de películas de romance y fantasía basada en la saga literaria homónima de Stephenie Meyer. La franquicia ha recaudado más de $3 360 millones de dólares a nivel mundial. El primer filme, Crepúsculo, se estrenó el 21 de noviembre de 2008. La segunda entrega, Luna nueva, se lanzó el 20 de noviembre de 2009. La tercera parte, Eclipse, llegó a las pantallas el 30 de junio de 2010. La cuarta película, Amanecer - Parte 1, se estrenó el 18 de noviembre de 2011, mientras que la quinta y última cinta, Amanecer - Parte 2, se lanzó el 16 de noviembre de 2012.
La serie había estado en desarrollo desde 2004 en MTV Films, una división de Paramount Pictures, durante cuyo tiempo se escribió una adaptación cinematográfica de Crepúsculo que difería significativamente de la novela. Tres años después, Summit Entertainment adquirió los derechos para llevarla al cine. Tras el éxito de la primera cinta, que recaudó $35.7 millones de dólares en su día de estreno, Summit anunció que comenzaría la producción de Luna nueva, tras haber adquirido los derechos de las novelas restantes a principios de ese mismo mes. Las películas de la saga han recibido críticas generalmente negativas o mixtas por parte de los críticos. 

## Desarrollo
Crepúsculo estuvo en desarrollo por aproximadamente tres años en MTV Films, una división de Paramount Pictures,  durante los cuales se escribió una adaptación cinematográfica que difería significativamente de la novela.Por ejemplo, el guion transformaba a Bella en una atleta estrella. Era tan distinto que Stephenie Meyer temió haber tomado la decisión equivocada al vender los derechos cinematográficos de su libro. Más tarde comentó: «Podrían haber lanzado esa [primera] película, le habrían puesto otro nombre y nadie habría sabido que era Crespúsculo». Cuando Summit Entertainment se reinventó como un estudio de servicio completo en abril de 2007, adquirió los derechos con la intención de crear una franquicia cinematográfica basada en el libro y sus secuelas. Erik Feig, entonces presidente de producción de Summit Entertainment, aseguró que la adaptación cinematográfica se mantendría fiel a la obra literaria original. Stephenie Meyer, autora de la saga, expresó su satisfacción al percibir que la productora estaba dispuesta a involucrarla activamente en el desarrollo del proyecto.
Catherine Hardwicke fue contratada para dirigir la película, y poco después se incorporó Melissa Rosenberg para escribir el guion. Rosenberg desarrolló un esquema para finales de agosto y luego trabajó en el guion con Hardwicke durante el mes siguiente. «Ella fue una gran fuente de ideas y tenía todo tipo de sugerencias brillantes... Yo terminaba las escenas y se las enviaba, y ella me devolvía sus comentarios», explicó Rosenberg. Debido a la inminente huelga del Sindicato de Guionistas (WGA), Rosenberg trabajó a tiempo completo para terminar el guion antes del 31 de octubre. Al adaptar la novela, explicó que tuvo que condensar mucho material: combinó algunos personajes y eliminó otros. Su objetivo principal, sin embargo, fue mantenerse fiel al espíritu del libro. Según Rosenberg, no se trataba de adaptarlo palabra por palabra, sino de asegurarse de que los arcos de los personajes y sus viajes emocionales permanecieran intactos. Hardwicke sugirió usar voz en off para transmitir el diálogo interno de Bella, ya que la novela está narrada desde su perspectiva. Además, durante la preproducción, Hardwicke dibujó algunos de los guiones gráficos para visualizar mejor la historia.
Hardwicke buscó constantemente la retroalimentación de Meyer mientras desarrollaba la película, prueba de ello es que llamaba a la autora después de hacer un pequeño cambio en alguna escena. Esto sorprendió a Meyer: «He escuchado historias... Sé que normalmente no es así cuando se adapta un libro». Meyer, quien esperaba lo peor, calificó su experiencia con la adaptación cinematográfica de su libro como «lo mejor que podría haber esperado».
Originalmente programada para estrenarse en diciembre de 2008, Crepúsculo se adelantó a un lanzamiento mundial el 21 de noviembre de 2008, después de que Harry Potter y el misterio del príncipe reprogramara su estreno de noviembre de 2008 a julio de 2009.

## Casting
Kristen Stewart estaba en el set de Adventureland cuando Hardwicke la visitó para hacer una prueba informal de pantalla, el cual "cautivó" a la directora.
Hardwicke inicialmente no escogió a Robert Pattinson para el rol de Edward Cullen; pero, después de una audición en su casa con Stewart, él fue seleccionado.
Meyer dejó a Pattinson ver un manuscrito sin terminar de Sol de Medianoche, que narra los acontecimientos en Crepúsculo desde el punto de vista de Edward.
Meyer estuvo "entusiasmada" y "extática" en respuesta al casting de los dos personajes principales.
Ella expreso interés en tener a Emily Browning y Henry Cavill elegidos como Bella y Edward, respectivamente, antes de la preproducción.

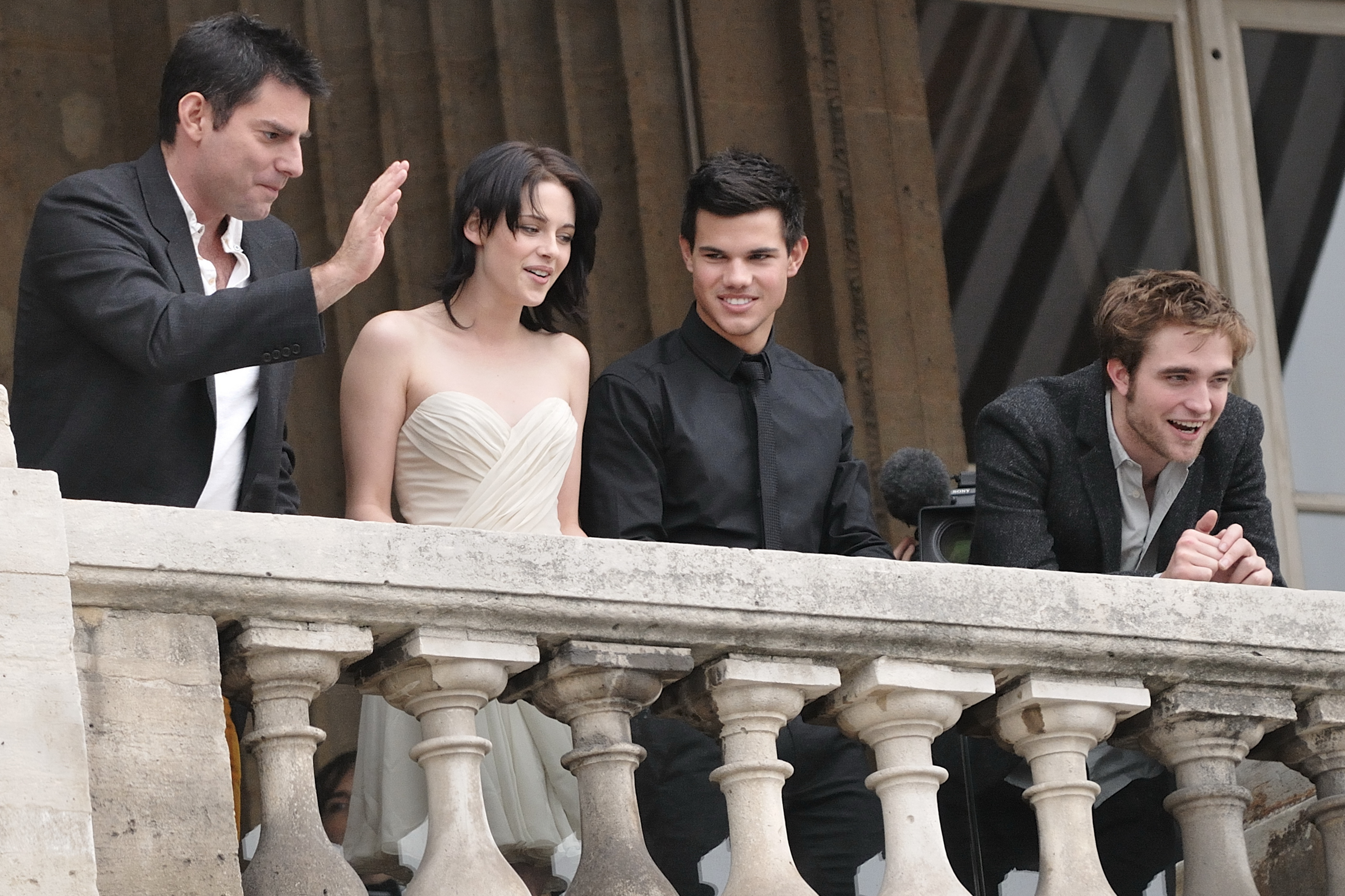
(Izquierda a derecha) Director Chris Weitz, Kristen Stewart, Taylor Lautner y Robert Pattinson promocionando Luna nueva el 10 de noviembre de 2009, en París, Francia

Peter Facinelli no fue originalmente escogido como Carlisle Cullen: "[Hardwicke] como [el], había otro actor que el estudio presionaba para ser el personaje."
Por razones desconocidas, aquel actor no fue capaz de desempeñar el papel, y Facinelli fue seleccionado en su lugar.
La elección de Ashley Greene para retratar a Alice Cullen fue criticada por algunos seguidores porque Greene es 7 pulgadas (18 cm) más alto que su personaje descrito en la novela. Meyer dijo que Rachael Leigh Cook Se asemejaba a su visión de Alice
Nikki Reed anteriormente había trabajado con Hardwicke en el exitoso Trece (2003), el cual ellos coescribieron y en Señores de Dogtown (2005).
Kellan Lutz estuvo en África, grabando el HBO miniseries Generation Kills, cuando las audiciones para el personae de Emmett Cullen se llevaban a cabo. El papel ya había sido emitido cuando la producción de HBO terminó en diciembre de 2007, pero el actor seleccionado " se cayó". Lutz posteriormente audiciono y fue llevado a Oregon, donde Hardwicke lo eligió personalmente.
Rachelle Lefèvre quería un papel en la película porque Hardwicke era la directora; ella vio "el potencial para explorar un personaje, con ilusión, sobre las tres películas"; y ella quería retratar a un vampiro.
"[Ella] pensó que los vampiros eran básicamente la mejor metáfora para la ansiedad humana y las preguntas sobre estar vivo.
Christian Serratos Inicialmente audicionó para Jessica Stanley, pero ella "cayó totalmente enamorada con Ángela" después de leer los libros y aprovechó una oportunidad posterior a la audición para Angela Weber.
El papel de Jessica Stanley fue para Anna Kendrick, que obtuvo la parte después de dos audiciones de mezcla y coincidencia con varios actores.
Debido a los grandes cambios físicos que ocurren en el personaje de Jacob Black entre Twilight y New Moon, el director Chris Weitz consideró reemplazar a Taylor Lautner En la secuela con un actor que pudiera representar con más precisión "el nuevo y más grande Jacob Black.
Tratando de mantener el papel, Lautner trabajo extensamente para poner en 30 libras.
En enero de 2009, Weitz y Summit Entertainment anunciaron que Lautner continuaría como Jacob en The Twilight Saga: New Moon
A finales de marzo de 2009, Summit Entertainment publicó una lista de los actores que estarían retratando la "manada de lobos" junto a Lautner. El casting para el resto de la tribu Quileute fue encabezado por el director de casting René Haynes, que ha trabajado en películas con grandes modelos de indios americanos, como Bailes con lobos y Enterrar mi corazón en Rodilla Herida.
A mediados de 2009, se anunció que Bryce Dallas Howard reemplazaría a Rachelle Lefevre como Victoria por la tercera película de Twilight, La saga Crepúsculo: Eclipse. Summit Entertainment atribuyó el cambio a los conflictos de programación. Lefevre dijo que estaba "aturdida" y "muy entristecida" por la decisión. Jodelle Ferland fue echada como el vampiro nuevamente dado vuelta, Bree. Otros miembros del elenco para la tercera película incluyen Xavier Samuel como Riley, Jack Huston como Royce King II, Catalina Sandino Moreno como María, Julia Jones como Leah Clearwater y BooBoo Stewart como Seth Clearwater.

La ruptura Alborea @– Parte 1 recibió mayoritariamente revisiones negativas de críticos. El sitio web Rotten Tomatos informa que solo un 24 % de los críticos (entre 195 revisiones contadas) dio una revisión positiva a la película: «Lenta, carente de disfrute e involuntariamente cargada de momentos humorísticos: «La ruptura Alborea Parte 1 puede satisfacer el "crepuscular" fiel, pero es estrictamente para seguidores de la franquicia".
Parte 2 tuvo una recepción crítica mixta pero era mucho más favorable que la Parte 1.
Bruce Diones de New Yorkers dio una revisión positiva a la película: «Un festín de diálogo maduro y acción de chupamiento de sangre». Por otro lado, Richard Roeper dijo que «La quinta y última película de la franquicia Crepúsculo, históricamente exitosa, es el más autoconsciente y en alguna manera la más entretenida».

## Películas
| Película | Película                                   | Fecha de estreno        |
| -------- | ------------------------------------------ | ----------------------- |
| ⠀⠀       | Crepúsculo                                 | 17 de noviembre de 2008 |
|          | The Twilight Saga: New Moon                | 16 de noviembre de 2009 |
|          | The Twilight Saga: Eclipse                 | 24 de junio de 2010     |
|          | The Twilight Saga: Breaking Dawn - Part 1  | 17 de noviembre de 2011 |
| ⠀        | 'The Twilight Saga: Breaking Dawn - Part 2 | 12 de noviembre de 2012 |

### Críticas
| Película                                  | Rotten Tomatoes   | Rotten Tomatoes      | Rotten Tomatoes     | Metacritic      | Metacritic        | CinemaScore | IMDb                | FilmAffinity       |
| Película                                  | Crítica           | Críticos importantes | Audiencia           | Crítica         | Audiencia         | CinemaScore | IMDb                | FilmAffinity       |
| ----------------------------------------- | ----------------- | -------------------- | ------------------- | --------------- | ----------------- | ----------- | ------------------- | ------------------ |
| Crepúsculo                                | 49% (223 reseñas) | 57% (60 reseñas)     | 72% (626 887 votos) | 56 (38 reseñas) | 4.9 (1 085 votos) | A+          | 5.3 (474 000 votos) | 4.8 (68 817 votos) |
| The Twilight Saga: New Moon               | 29% (231 reseñas) | 39% (67 reseñas)     | 61% (578 156 votos) | 44 (32 reseñas) | 4.1 (674 votos)   | A-          | 4.8 (292 000 votos) | 4.6 (37 959 votos) |
| The Twilight Saga: Eclipse                | 47% (255 reseñas) | 58% (72 reseñas)     | 60% (333 959 votos) | 58 (38 reseñas) | 5.1 (516 votos)   | A           | 5.1 (253 000 votos) | 4.7 (42 418 votos) |
| The Twilight Saga: Breaking Dawn - Part 1 | 25% (213 reseñas) | 31% (61 reseñas)     | 60% (186 534 votos) | 45 (36 reseñas) | 4.6 (621 votos)   | B+          | 4.9 (247 000 votos) | 4.5 (32 620 votos) |
| The Twilight Saga: Breaking Dawn - Part 2 | 49% (201 reseñas) | 50 % (56 reseñas)    | 70% (292 906 votos) | 52 (31 reseñas) | 4.8 (469 votos)   | A           | 5.5 (256 000 votos) | 4.8 (27 160 votos) |
| Promedio                                  | 40%               | 47%                  | 64%                 | 51              | 4.7               | A           | 5.1                 | 4.7                |

### Recaudación doméstica formato casero
| Película                                  | Fecha de liberación del DVD | Ingresos     | Rango(B).  | Las unidades vendieron | Referencia    |
| ----------------------------------------- | --------------------------- | ------------ | ---------- | ---------------------- | ------------- |
| Crepúsculo                                | 21 de marzo de 2008         | $203.682.678 | #1         | 11,500,688             | [ 61 ] [ 62 ] |
| The Twilight Saga: New Moon               | 20 de marzo de 2010         | $186.996.950 | #3         | 9,124,830              | [ 63 ] [ 64 ] |
| The Twilight Saga: Eclipse                | 4 de diciembre de 2010      | $167.551.921 | #5         | 9,715,029              | [ 63 ] [ 65 ] |
| The Twilight Saga: Breaking Dawn - Part 1 | 11 de febrero de 2012       | $99.421.341  | #3         | 5,493,262              | [ 66 ] [ 67 ] |
| The Twilight Saga: Breaking Dawn - Part 2 | 2 de marzo de 2013          | $67.057.551  | #1         | 4,468,455              | [ 68 ]        |
| Total                                     | Total                       | $724.710.441 | 35,833,809 |                        |               |

### Taquilla mundial
Twilight recaudó más de $ 7 millones en ventas de boletos solo de las presentaciones de medianoche del 21 de noviembre de 2008. En su día de apertura recaudó $ 35.7 millones. Para su fin de semana inaugural en los Estados Unidos y Canadá, Twilight acumuló $ 69.6 millones de 3,419 teatros a un promedio de $ 20,368 por teatro.
La película ha ganado $ 192.7 millones en los Estados Unidos y Canadá, y otros $ 200.8 millones en territorios internacionales por un total de $ 393.6 millones en todo el mundo.
La película fue lanzada en DVD en Norteamérica el 21 de marzo de 2009 hasta las fiestas de medianoche, y vendió más de 3 millones de unidades en su primer día. [100] Ha seguido vendiendo unidades, totalizando hasta julio de 2012, ganando $ 201,323,629.
La Saga Crepúsculo: Luna Nueva estableció récords para la venta anticipada de entradas, lo que provocó que algunos teatros agreguen proyecciones adicionales. La película estableció récords como la mayor apertura de medianoche en la historia de la taquilla nacional (Estados Unidos y Canadá), recaudando un estimado de $ 26.3 millones en 3,514 teatros, antes de expandirse a 4,024 teatros. El récord fue mantenido anteriormente por Harry Potter y el misterio del príncipe, que recaudó $ 22.2 millones a nivel nacional durante su estreno de medianoche. La película recaudó $ 72.7 millones en su día de estreno a nivel nacional, convirtiéndose en la mayor apertura de un día en la historia nacional, superando a $ 67.2 millones de The Dark Knight. Esta apertura contribuyó fuertemente a otro récord: la primera vez que las diez mejores películas en la taquilla nacional tuvieron un total combinado de más de $ 100 millones en un solo día.
El primer fin de semana de The Twilight Saga: New Moon fue el noveno fin de semana más alto en la historia nacional en su día con $ 142,839,137. La película también tiene el sexto fin de semana de estreno mundial más alto con un total de $ 274.9 millones.
The Twilight Saga: Eclipse se estrenó en todo el mundo el 30 de junio de 2010 en los cines y se convirtió en la primera película de Crepúsculo que se lanzará en IMAX. La película ha recibido una recepción mixta de los críticos. Tuvo el récord de la mayor apertura de medianoche en los Estados Unidos y Canadá en la historia de la taquilla, recaudando un estimado de $ 30 millones. Logrando un estreno de 3 días de $120,898,294, quedando por debajo de los $142,839,137 de New Moon, pero convirtiéndose en la película más taquillera de la saga en los Estados Unidos. Tuvo una taquilla final de $698,491,347.
The Twilight Saga: Breaking Dawn – Part 1, Wyck Godfrey y Karen Rosenfelt sirvieron como productores de la película, junto con el autor de la serie, Stephenie Meyer; el guion fue escrito por Melissa Rosenberg, la guionista de las tres primeras películas. Fue lanzado en los cines el 18 de noviembre de 2011, y lanzado en DVD el 11 de febrero de 2012, en los Estados Unidos. Aunque fue criticada negativamente por los críticos, la película fue comercialmente exitosa, recaudando más de $ 712 millones en todo el mundo. Teniendo un estreno en Estados unidos de $138,122,261.
La Parte 2 fue lanzada el 16 de noviembre de 2012. La película, a pesar de la recepción crítica mixta fue un éxito de taquilla, logrando el segundo estreno más fuerte de la saga con $141,067,634 y recaudando casi $ 830 millones en todo el mundo contra un presupuesto de producción de $ 136 millones. Convirtiéndose en la sexta película más taquillera de 2012 y la película más taquillera de la serie The Twilight Saga.
| Crepúsculo (película de 2008)                                                                                         | 21 de noviembre de 2008 | $37,000,000  | $192,769,854   | $200,846,934   | $393,616,788   | #181        | #233 |
| The Twilight Saga: New Moon                                                                                           | 20 de noviembre de 2009 | $50,000,000  | $296,623,634   | $413,087,374   | $709,711,008   | #64 #169(A) | #82  |
| Twilight / New Moon (combo/one-night-only)                                                                            | Junio 29, 2010          |              | $2,385,237     |                | $2,385,237     | #6159       |      |
| The Twilight Saga: Eclipse                                                                                            | 30 de junio de 2010     | $68,000,000  | $300,531,751   | $397,959,596   | $698,491,347   | #63 #174(A) | #85  |
| The Twilight Saga: Breaking Dawn - Part 1                                                                             | 18 de noviembre de 2011 | $110,000,000 | $281,287,133   | $430,918,723   | $712,205,856   | #79 #191(A) | #80  |
| The Twilight Saga: Breaking Dawn - Part 2                                                                             | 16 de noviembre de 2012 | $120,000,000 | $292,325,737   | $537,422,083   | $829,746,820   | #69         | #53  |
| Total | Total                   | $385.000.000 | $1,365,922,346 | $1,980,234,710 | $3,346,157,056 |             |      |
| List indicator(s) - (A) indicates the adjusted totals based on current ticket prices (calculated by Box Office Mojo). |                         |              |                |                |                |             |      |

## Crepúsculo en la cultura popular
La serie adolescente portuguesa 2010 Lua Vermelha (Red Moon) tenía una premisa similar del romance de un vampiro pero difería en la historia. Una parodia de la película fue lanzada ese mismo año titulada, Una loca película de vampiros parodió la serie de la película. Un programa de televisión dentro del canon de la película adolescente canadiense hizo la película de vampiros Mi Niñera es un Vampiro y la secuela de serie televisiva llamada Dusk es una parodia de Crepúsculo.
La película de 2012 Breaking Wind (parodiando el título de Breaking Dawn, pero parodiando toda la serie cinematográfica), dirigida por Craig Moss (más conocida por The 41-Year-Old Virgin Who Knocked Up Sarah Marshall and Felt Superbad About It), es Una parodia de las películas y una versión de la parodia Breaking Dawn Part. Hotel Transylvania fue lanzado el mismo año, y tiene una escena inspirada por Twilight.
El 2013 Filipino comedia sitcom tituló Mi Papá es un Vampiro Se asemejan a algunas escenas de Crepúsculo